# Tlaltizapán
Tlaltizapán è un comune del Messico, situato nello stato di Morelos, capoluogo dell'omonimo comune.